# Alexander Fransson
Alexander Martin Fransson (Norrköping, 2 de abril de 1994) es un futbolista profesional sueco que juega de mediocampista en el Odds BK de la Eliteserien.

## Trayectoria

### IFK Norrköping
Fransson fichó en 2008 por el IFK Norrköping procedente del Lindö FF, club en donde jugó para las divisiones inferiores hasta el año 2012. 
Debutó en la liga sueca en el partido inaugural de la temporada 2013, el 1 de abril, en una victoria de visitante ante el Mjällby AIF.
Disputó un total de 20 partidos en 2013, 18 en la liga y dos en la copa.
Su primer gol en la Allsvenskan se produjo el 14 de agosto de 2014, también ante el Mjällby AIF, donde marcó el único gol de su equipo en una derrota por 3-1.
En la última ronda de la Allsvenskan 2015, el 31 de octubre, Fransson ganó su primer título, este hecho se produjo con el IFK Norrköping cuando dicho club ganó el campeonato sueco por primera vez en 26 años. 
Ocho días más tarde, Fransson conquistó su segundo título de la temporada al derrotar al campeón de la Copa Sueca 2014-15, el IFK Göteborg, en 2015 en la Supercopa de Suecia.

### Basel FC
El 2 de enero de 2016 el F. C. Basilea anunció su contratación, con una duración de cuatro años y medio.
Su debut en liga se produjo el 14 de febrero, en la victoria por 4-0 de visitante ante el Grasshopper Club.
Marcó su primer gol de liga con dicho club el 21 de febrero en una victoria por 5-1 de local ante el Vaduz.
En las temporadas 2015-16 y 2016-17 Fransson ganó consecutivamente el campeonato suizo, además de ser campeón de la Copa Suiza.
El 26 de diciembre de 2017 el F. C. Basilea anunció que Fransson sería cedido a F. C. Lausanne-Sport para adquirir más experiencia.
El 4 de julio de 2018 se hizo oficial su vuelta al IFK Norrköping.

## Selección nacional
Fransson representó a la selección sueca sub-19 en nueve ocasiones entre 2012 y 2013. 
En noviembre de 2014 jugó su primer partido con la sub-21 de Suecia.
Su debut con la selección absoluta de Suecia se produjo en un amistoso contra Estonia el 6 de enero de 2016, disputado en el estadio de las Fuerzas Armadas de Abu Dabi. 
El 10 de enero jugó su tercer partido con su selección, un Suecia 3-0 selección de fútbol de Finlandia.

## Estadísticas
Actualizado 22 de  Mayo de 2017
| Club           | Temporada | Liga         | Liga | Liga  | Copa nacional | Copa nacional | Continental | Continental | Otras competencias | Otras competencias | Total | Total |
| Club           | Temporada | División     | PJ   | Goles | PJ            | Goles         | PJ          | Goles       | PJ                 | Goles              | PJ    | Goles |
| -------------- | --------- | ------------ | ---- | ----- | ------------- | ------------- | ----------- | ----------- | ------------------ | ------------------ | ----- | ----- |
| IFK Norrköping | 2013      | Allsvenskan  | 18   | 0     | 2             | 1             | —–          | —–          | —–                 | —–                 | 20    | 1     |
| IFK Norrköping | 2014      | Allsvenskan  | 26   | 2     | 4             | 0             | —–          | —–          | —–                 | —–                 | 30    | 2     |
| IFK Norrköping | 2015      | Allsvenskan  | 29   | 5     | 5             | 0             | —–          | —–          | 1                  | 1                  | 35    | 6     |
| IFK Norrköping | Total     | Total        | 73   | 7     | 11            | 1             | 0           | 0           | 1                  | 1                  | 85    | 9     |
| FC Basel       | 2015–16   | Super League | 16   | 1     | 0             | 0             | 3           | 0           | —–                 | —–                 | 19    | 1     |
| FC Basel       | 2016–17   | Super League | 25   | 1     | 4             | 1             | 2           | 0           | —–                 | —–                 | 31    | 2     |
| FC Basel       | Total     | Total        | 41   | 2     | 4             | 1             | 5           | 0           | —–                 | —–                 | 50    | 3     |
| Totalidad      | Totalidad | Totalidad    | 114  | 9     | 15            | 2             | 5           | 0           | 1                  | 1                  | 135   | 12    |

## Palmarés

### Títulos nacionales
| Título              | Club             | País   | Año  |
| ------------------- | ---------------- | ------ | ---- |
| Allsvenskan         | IFK Norrköping   | Suecia | 2015 |
| Supercopa de Suecia | IFK Norrköping   | Suecia | 2015 |
| Superliga de Suiza  | F. C. Basilea    | Suiza  | 2016 |
| Superliga de Suiza  | F. C. Basilea    | Suiza  | 2017 |
| Copa de Suiza       | F. C. Basilea    | Suiza  | 2017 |
| Superliga de Grecia | AEK Atenas F. C. | Grecia | 2023 |
| Copa de Grecia      | AEK Atenas F. C. | Grecia | 2023 |